# Eric Kuper
Eric Kuper var en svensk orgelbyggare i Vårdinge socken.

## Lista över orglar
| År   | Ursprunglig kyrka | Stift     | Bild | Manualer | Pedal | Stämmor | Bevarad orgel/fasad | Övrigt |
| ---- | ----------------- | --------- | ---- | -------- | ----- | ------- | ------------------- | --- |
| 1708 | Vårdinge kyrka    | Strängnäs |      | 1        |       | 8       | Ja/Ja               | Han satte 1708 upp en orgel i Vårdinge kyrka. Orgeln skänktes av överste Rosenhane. Den flyttades 1844 till Västerljungs kyrka. Den står idag på Statens historiska museum, Stockholm där orgelhus värdelåda och bälg finns bevarade. |